# World Wide Security
World Wide Security, veelal afgekort tot WWS, was tot 2011 een Nederlands beveiligingsbedrijf dat zich met name richtte op evenementenbeveiliging. Het was op het gebied van evenementenbeveiliging een van de grootste bedrijven in Nederland. Daarnaast verzorgde WWS ook publieksgerelateerde objectbeveiliging en horecabeveiliging, bood het servicemedewerkers aan en verzorgde het via het bedrijfsonderdeel World Wide Dog Security eveneens hondenbewaking. Het hoofdkantoor was gevestigd in Wormerveer.
World Wide Security verzorgde de beveiliging van een aantal grote publieksevenementen, waaronder Mysteryland en Sensation (georganiseerd door ID&T), Defqon.1 en Qlimax (georganiseerd door Q-dance), Masters of Hardcore (georganiseerd door Art of Dance) en de A1 Grand Prix race op het Circuit Park Zandvoort.
Tijdens de voetbalwedstrijden van PSV verzorgde WWS de beveiliging, alsmede tijdens enkele andere evenementen in het Philips Stadion (zoals "BLØF in Concert").